# لينا لانسبيرج
لينا لانسبيرج (بالسويدية: Lina Länsberg؛ مواليد 13 مارس 1982) هي مُقاتلة فنون قتالية مختلطة سويدية سابقة. اشتهرت بمشاركتها في يو إف سي.

## وصلات خارجية
- لينا لانسبيرج على موقع يو إف سي (الإنجليزية)
- لينا لانسبيرج على موقع شيردوغ (الإنجليزية)
- لينا لانسبيرج على موقع Tapology.com (الإنجليزية)
- لينا لانسبيرج على موقع IMDb (الإنجليزية)